# Fållingekvarteret

Fållingekvarteret var ett kvarter i Skänninge stad. Kvarteret låg i sydvästra delen av staden.